# Medjesia
Medjesia is een geslacht van uitgestorven zee-egels uit de familie Hemipneustidae.

## Verspreiding en leefgebied
Vertegenwoordigers van dit geslacht leefden tijdens het Boven-Krijt (Campanien) in het Noord-Afrikaanse Tunesië.